# Spermolepis echinata
Spermolepis echinata är en flockblommig växtart som först beskrevs av Thomas Nuttall och Dc., och fick sitt nu gällande namn av Amos Arthur Heller. Spermolepis echinata ingår i släktet Spermolepis och familjen flockblommiga växter. Inga underarter finns listade i Catalogue of Life.